# Ivolginskij rajon
L'Ivolginskij rajon (in russo Иволгинский район?) è un rajon (distretto) della Repubblica autonoma di Buriazia, nella Siberia meridionale.
Istituito nel 1939, occupa una superficie di 2.663 chilometri quadrati, ospita una popolazione di circa 38.239 abitanti ed ha come capoluogo Ivolginsk.